# Валверде (Могадору)
Валверде (порт. Valverde; МФА: [vaɫ.ˈveɾ.dɨ]) — парафія в Португалії, у муніципалітеті Могадору. Розташована в північно-східній частині країни, на теренах історичної португальської провінції Трансмонтана. Входить до складу округу Браганса. За адміністративним поділом, чинним до 1976 року, терени парафії були складовою провінції Трансмонтана і Верхнє Дору. Належить до Брагансько-Мірандської діоцезії Католицької церкви. Патрон — Діва Марія. Площа — 24,2080 км². Населення — 133 ос. (2011). Слабо урбанізований регіон. Густота населення — 5,49 осіб/км²
. Код — 040824.

## Населення
| Кількість мешканців | Кількість мешканців | Кількість мешканців | Кількість мешканців | Кількість мешканців | Кількість мешканців | Кількість мешканців | Кількість мешканців | Кількість мешканців | Кількість мешканців | Кількість мешканців | Кількість мешканців | Кількість мешканців | Кількість мешканців | Кількість мешканців |
| ------------------- | ------------------- | ------------------- | ------------------- | ------------------- | ------------------- | ------------------- | ------------------- | ------------------- | ------------------- | ------------------- | ------------------- | ------------------- | ------------------- | ------------------- |
| 1864                | 1878                | 1890                | 1900                | 1911                | 1920                | 1930                | 1940                | 1950                | 1960                | 1970                | 1981                | 1991                | 2001                | 2011                |
| 544                 | 463                 | 505                 | 525                 | 492                 | 443                 | 471                 | 565                 | 560                 | 564                 | 374                 | 402                 | 276                 | 196                 | 133                 |